# 麻核藤
麻核藤（学名：Natsiatopsis thunbergiifolia）为茶茱萸科麻核藤属下的一个种。